# 迪特尔·鲍曼
迪特尔·鲍曼（德語：Dieter Baumann，1965年2月9日—），德国男子田径运动员。他曾代表西德、德国参加1988年、1992年和1996年夏季奥林匹克运动会田径比赛，获得一枚金牌和一枚银牌。